# Neustädter Rathaus (Hanau)

Das Neustädter Rathaus

Das Neustädter Rathaus ist das Rathaus der Stadt Hanau.

## Lage
Das Neustädter Rathaus in liegt im Zentrum der früheren Hanauer Neustadt, am Marktplatz. Vor dem Neustädter Rathaus steht seit dem 18. Oktober 1896 das Nationaldenkmal der Brüder Grimm. Das Gebäude ist in einer Achse mit der Wallonisch-Niederländischen Kirche, der zentralen Kirche in der Neustadt Hanau, platziert. Die Sichtverbindung wird durch die Paradiesgasse hergestellt.

## Geschichte

### Grundsteinlegung

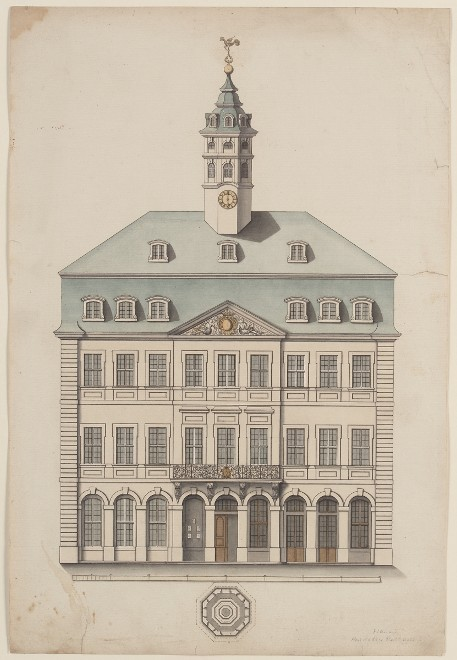
Aufriss und Schnitt des Rathauses von Christian Ludwig Hermann, ca. 1725

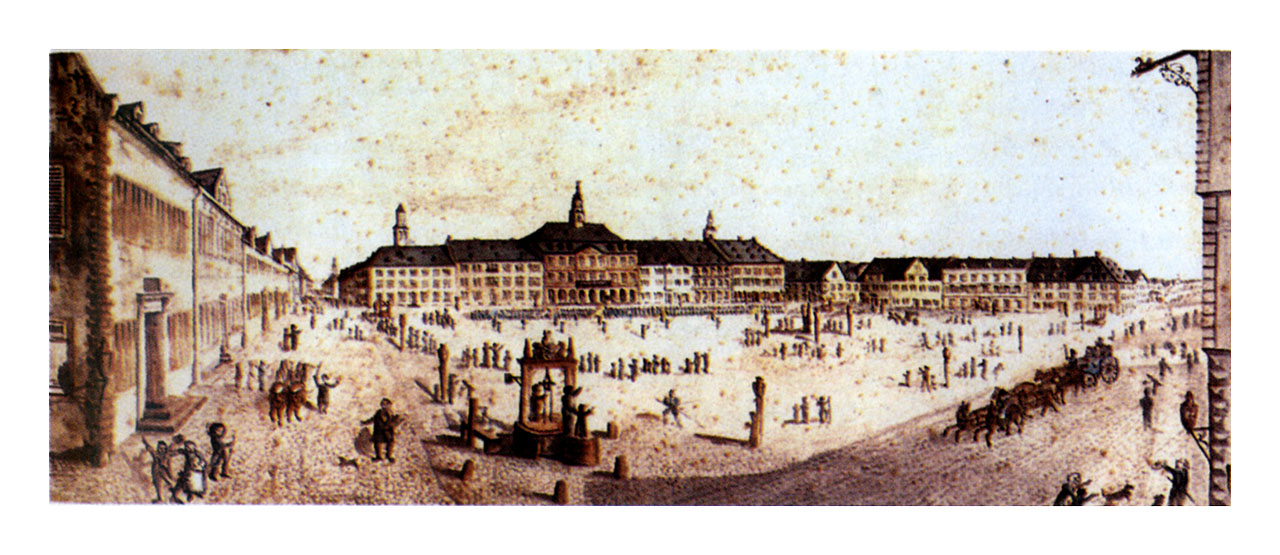
Neustädter Markt mit Rathaus 1810 (Aquarell von Bernhard Hundeshagen)

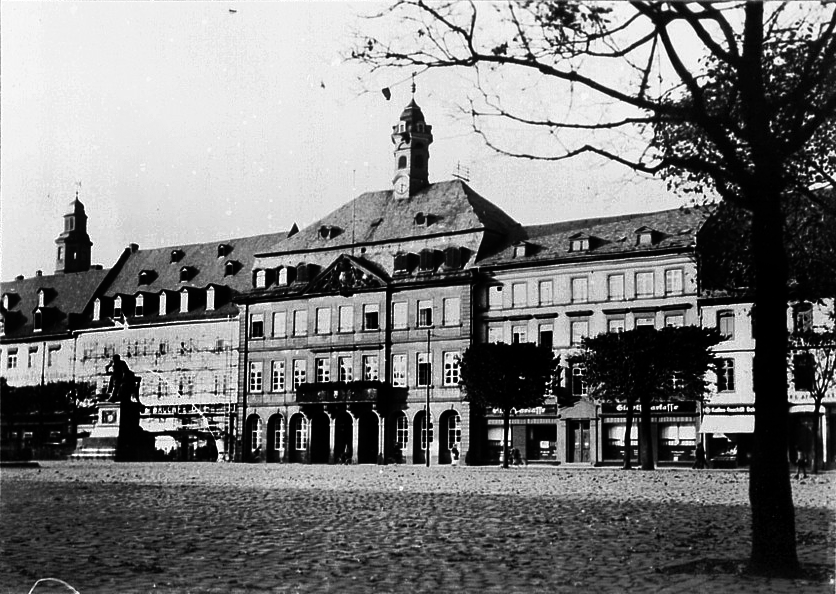
Ursprüngliche städtebauliche Anordnung des Rathauses – Aufnahme um 1920

Bereits 1606 war der Bau des Rathauses beschlossen, aus Kostengründen aber immer wieder hinausgeschoben worden. Die Stadtverwaltung residierte so lange in angemieteten Gebäuden bzw. Privathäusern der Ratsherren. Erst mehr als hundert Jahre nach der Gründung der Hanauer Neustadt kam es am 11. Juni 1725 unter der Regierung des Grafen Johann Reinhard III. zur Grundsteinlegung für ein eigenes Rathaus der Neustadt.
Das im barocken Stil erbaute Neustädter Rathaus mit seinem Walmdach mit Mansarden wurde 1723–33 von Christian Ludwig Hermann entworfen. Der Landesherr unterstützte den Bau mit günstigem Baumaterial und indem er Gerüstholz vom Bau des Schlosses Philippsruhe zur Verfügung stellte. Der Bau wurde 1733 abgeschlossen. Einige Jahre später wurden – ebenfalls durch Christian Ludwig Hermann – Hintergebäude zur Langstraße hin errichtet. Sie enthielten das Archiv, das Gefängnis und die Wohnung des Amtsdieners.

### Zerstörung und Wiederaufbau
Das Neustädter Rathaus wurde in den Bombenangriffen des Zweiten Weltkriegs bis auf die Umfassungsmauern zerstört. In den 1960er Jahren wurde in dem und um das historische Gebäude ein neues Rathaus errichtet. Die Stadtverwaltung nutzte bis 1964 das Schloss Philippsruhe provisorisch. Für das neue Rathaus wurden die erhaltenen Fassadenteile und Umfassungsmauern des historischen Gebäudes restauriert und wiederverwendet. Im Gegensatz zur Vorkriegssituation, in der das Rathaus ein in die geschlossene Gebäudezeile der Nordseite des Marktplatzes integriertes Gebäude war, wurde es nun durch den Architekten Theo Pabst u-förmig mit neuen Verwaltungsgebäuden im damals üblichen, sachlichen Waschbeton-Stil mit Flachdächern umstellt. Der barockisierende Dachausbau dieser modernen Verwaltungsbauten erfolgte erst in den 1990er Jahren.
Das Rathaus wurde von 2018 bis 2022 grundsaniert. Im Elisabeth-Selbert-Saal im ersten Stock tagt seit September 2022 wieder die Stadtverordnetenversammlung, in den Obergeschossen Magistrat, Fraktionen und weitere politische Gremien. Das Foyer steht für Ausstellungen zur Verfügung.

## Das Gebäude

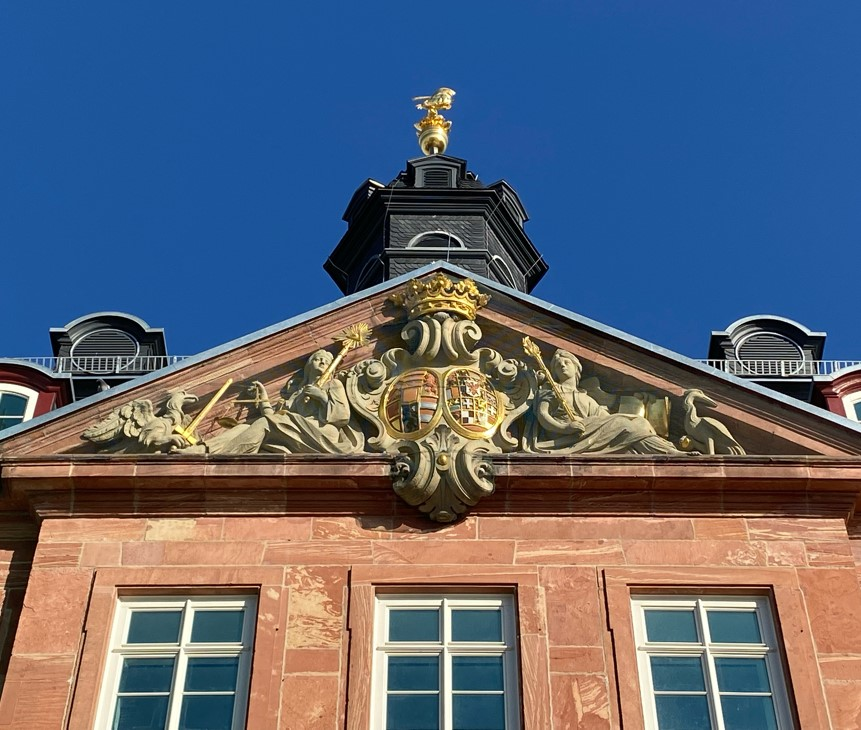
Dachgiebel des Neustädter Rathauses

Die Fassade ist aus rotem, fränkischen Sandstein errichtet. Der Frontgiebel am Dach zeigt das Doppelwappen des Grafen Johann Reinhard III. und seiner Frau, Dorothea Friederike von Brandenburg-Ansbach. Rechts und links wird es von zwei allegorischen Frauenfiguren als Symbol für Gerechtigkeit und Frieden geschmückt. Zur linken die Gerechtigkeit mit ihren Symbolen Waage, Zepter und Adler mit Schwert zu ihren Füßen. Zur Rechten der Frieden mit goldener Fackel, Buch und dem Kranich zu Füßen. Der Kranich symbolisiert Wachsamkeit und Sicherheit. Am gusseisernen Balkon ist das farbige, vergoldete Wappen der Neustadt mit der Stadtpatronin Hanovia und der Jahreszahl der Fertigstellung 1733 angebracht.
Das Gebäude drückt das Selbstbewusstsein der Neustadtgründer aus, die dieses sehr repräsentative Gebäude, auch ein gebautes Symbol ihrer Selbstverwaltung, in die Mitte der Stadt stellten.

## Glockenspiel im Rathausturm
Der Rathausturm des Neustädter Rathauses ist eine nachträgliche Ergänzung aus dem Jahr 1755 und erhielt eine Uhr und ein Glockenspiel mit 18 Glocken. Beim Wiederaufbau des Gebäudes nach dem Zweiten Weltkrieg wurde auch wieder ein Glockenspiel eingebaut. Es spielt täglich zur gegebenen Uhrzeit folgende Werke:
- 10:00 Uhr Die güldene Sonne – Frühchoral von Johann Georg Ahle
- 12:00 Uhr Wer sich die Musik erkiest – Kanon aus op. 45 II von Paul Hindemith
- 16:00 Uhr Menuett – Historischer Hanauer Satz 1755
- 18:00 Uhr Gut’n Abend gut’n Abend euch allen hier beisamm'  – Volksweise 1860

## Wissenswert
Ein wichtiges Dokument der Revolutionsgeschichte ist das  Hanauer Ultimatum vom 9. März 1848. August Rühl verkündete vom Rathausbalkon am 12. März 1848, nach Rückkehr einer Deputation aus Kassel, dass Kurfürst Friedrich Wilhelm I. von Hessen-Kassel den Freiheitsforderungen der Hanauer Volkskommission nachgegeben hatte.